# مملكة علاء الدين
مملكة علاء الدين هي مدينة ترفيهية واسعة تقع في عاصمة دولة قطر الدوحة وهي فريدة من نوعها في الشرق الأوسط.تم افتتاح مملكة علاء الدين في عام 1994 ، حيث تم بنائها بهدف تعزيز إيمان الشعب العربي في تراثهم، ومزج ذلك مع شعور من المتعة والدهشة في سحر الأساطير من ثقافتهم، وقد تم اختيار اسم الحديقة في مسابقة وطنية.

## حديقة الحيوانات في قطر
حديقة حيوان قطر فيها أكثر من 1500 من الحيوانات في جميع أنحاء العالم في محيط حديقة لطيفة. تعتبر حديقة حيوان الدوحة واحدة من أفضل حدائق الحيوان في المنطقة لهذا العرض، كما أن لديها عرض جيد من الحيوانات الصحراوية المحلية والطيور، مما يجعلها “المحطة الأولى” من الحدائق الجذابة بالنسبة لمحبي رحلة السفاري الصحراوية، ويتم دوريا عرض أنواع جديدة من خلال عدد من برامج التبادل التي وضعتها إدارة مع حدائق الحيوان الأخرى في جميع أنحاء العالم، مما يساعد حديقة الحيوان للحفاظ على كبح فائض الحيوانات من أي سلالة محددة في حين زيادة تنوع الأنواع في المعرض.تقع خارج المدينة على قناة الفروسية الشارع، تقريبا مقابل نادي السباق والفروسية حديقة حيوان الدوحة، هي في بيئة طبيعية جذابة، حيث يمكن للزوار ان يجمعوا بين متع نزهة مع يوم التعليمية والمتعة للأطفال ويوجد كذلك منطقة كبيرة للعب مخصصة للأطفال وكذلك كافتيريا تبدأ ساعات العمل من 8 صباحا إلى الظهر و14:30 حتي 07:30 يوميا؛ ويتم إغلاق حديقة الحيوان صباح الجمعة. تستقبل المجموعات المدرسية في الصباح، ويخصص بعد الظهر من يوم الثلاثاء للسيدات والأطفال فقط (يجب أن يكون الأطفال تحت 9 سنوات)، وبعد ظهر الأربعاء للعائلات؛ بعد ظهر الأخرى، وحديقة الحيوان مفتوحة لعامة الجمهور.
مميزات مملكة علاء الدين ( قطر ):
- مملكة علاء الدين، وبارك للترفيه في الهواء الطلق، لديها السفينة الدوارة، الكارتينج (إذا كنت في حاجة إلى رخصة قيادة !) .
- يتم تخصيص بعض الأيام للنساء أو للعائلات فقط، الدخول مجانا ولكن عليك دفع رسوم رمزية لكل رحلة .
- مملكة علاء الدين معروفة من قبل عدد من الأسماء، مثل ” المدينة الترفيهية ” و ” بارك المرح العائلي”، وهي ليست متنزه فقط في قطر، ولكن أيضا في الخليج العربي كله، وتشتهر مملكة علاء الدين بأنها حقا فريدة من نوعها في هذا المجال في الشرق الأوسط .
- تقع مملكة علاء الدين في منطقة الخليج الغربي من مدينة الدوحة عاصمة في دولة قطر، لا توجد حافلات في قطر، لذلك يقوم السائح بالالتفاف حولها فقط عن طريق استئجار سيارة أو أخذ سيارة إلى وجهتهم المختارة.
- هناك العديد من مناطق الجذب للمتنزه المألوف يمكن العثور عليها في مملكة علاء الدين، مثل عجلة فيريس، دائري، السيارات الوفير، والسفينة الدوارة لها، و ” الصاعقة ” (المعروف أيضا باسم ” رصاصة الرعد”).
- وهناك غيرها من عوامل الجذب مثل قوارب الوفير، الكارتينج، الترامبولين، وهي لعبة هوكي لساحة الهواء، وممر لعبة الفيديو، فضلا عن محطة طباعة والطوابع التي تمكن الأطفال للانخراط في الفنون والحرف اليدوية.
- الحديقة أيضا بها المسرح الذي يستضيف المناسبات الخاصة، بما في ذلك عرض الألعاب النارية، بالإضافة إلى مسجدين في الحديقة، واحد للذكور والأخر للإناث، وهناك أيضا العديد من المطاعم التي توجد داخل الحديقة، فضلا عن عدد من الفنادق القريبة .

## منتجع جزيرة البنانا
هو منتجع ملييء بالفخامة والترف العربي الأصيل مع 141 غرفة وجناح وحمام سباحة بالفلل، بالإضافة إلى تواجد الفلل المطلة على المياه لقضاء العطلات التي لا تنسى مع العائلة والأصدقاء . يمتد الشاطئ الخاص نحو 800 متر، بالإضافة إلى مسبح البحيرة بامتداد 100 متر، أو تجربة المغامرة في تحدي الأمواج في حمام ركوب الأمواج المدهش للاستمتاع بمجموعة واسعة من الرياضات المائية . ويمكنك تجربة الرحلات الحسية في المركز الصحي المتخصص . فمنتجع جزيرة البنانا بإدارة أنانتارا هو جزيرة الفردوس الفريدة من نوعها بتفردها الطبيعي . يقع منتجع جزيرة البنانا بإدارة أنانتارا على مسافة 20 دقيقة من قلب العاصمة القطرية النابضة بالحياة، هناك القوارب التي تنقل الزوار عبر مياة الكريستال الواضحة للوصول إلى الجزيرة، في حين أن المنتجع يمكن الوصول إليه بطائرة الهليكوبتر الخاصة مع فرصة الإستمتاع بمشاهدة المنتجع مع الإطلالة الجوية الخلابة . تجربتك في زيارة منتجع جزيرة البنانا هي تجربة فريدة من نوعها ومميزة فهي رائع الذي يحترم الثقافة المحلية من خلال توفير بيئة خالية من الكحول، مع المرافق العالمية والأنشطة بمستوى لا حدود له مع توفير فرص الاسترخاء والمغامرة .

## التسلية والترفيه في منتجع البنانا
أيضا لم ينساه منتجع جزيرة البنانا والذي يقدم ختيارات ممتعة مع البولينغ والغولف وشاطئ الألعاب، وسينما VIP المسائية . بالإضافة إلى تجربة الأطعمة ذات المزاق اللذيذ والذي يعرض الثقافة الباذخة للشرق الأوسط، مع الأذواق الإيطالية المكررة والنكهات اللذيذة العالمية، حيث يمكنك الاستمتاع بتناول الطعام مع العي في وجهات النظر الهادئة المرموقة على البحر .
تتعدد مميزات وفخامة منتجع جزيرة البنانا بإدارة أنانتارا، والتي تشمل :
- سبا أنانتارا
- تجربة برامج أسلوب الحياة الصحية الشاملة
- تسعة خيارات لتناول الطعام
- مركز اللياقة البدنية
- ملعب تنس
- مرسى خاص يستوعب ما يصل إلى 30 زوارق
- حمام سباحة البحيرة بطول 100 متر
- حمام سباحة ركوب الأمواج المدهش، المكون من حارتين
- حمام سباحة للأطفال مع منزلقات مائية
- حديقة نباتية في الأماكن المغلقة
- نادي الأطفال
- نادي المراهقين
- شاطئ خاص بامتداد 800 متر
- شاطئ ملعب كرة الطائرة
- الرياضات المائية
- مركز غوص مجهز بالكامل
- ملعب بوتينغ للغولف، مكون من 9 حفر
- صالة بولينغ ذات ثماني مسارات، مكونة من ثمانية مسارات
- سينما مسائية فاخرة
- منصة هليكوبتر
- منطقة المراقبة